# NGC 170

NGC 170

NGC 170 هي مجرة تتبع كوكبة قيطس. اكتشفها ألبرت مارث في 3 نوفمبر 1863.

## روابط خارجية
- NGC 170 على موقع ويكي سكاي: DSS2, SDSS, GALEX, IRAS, Hydrogen α, X-Ray, Astrophoto, Sky Map, Articles and images